# ۱٬۵-سیکلواکتادین
۱٬۵-سیکلواکتادین (به انگلیسی: 1,5-Cyclooctadiene) یک ترکیب شیمیایی با شناسه پاب‌کم ۸۱۳۵ است. شکل ظاهری این ترکیب، مایع بی‌رنگ است.